# 斯泰貝鎮區 (北達科他州伯利縣)
斯泰貝鎮區（英語：Steiber Township）是位於美國北達科他州伯利縣的一個鎮區。

## 地方資料
斯泰貝鎮區的面積為88.77平方千米，當中陸地面積為88.50平方千米，而水域面積為0.27平方千米。根據2010年美國人口普查的數據，當地共有人口25人，而人口密度為每平方千米0.28人。